# سنوبر
سنوبر أو Snuper (هانغل: 스누퍼) فرقة فتيان من كوريا الجنوبية ظهروا لأول مرة سنة 2015 من قبل شركة وايدماي إنترتينمنت. أول فرقة بوب كوري في الشركة. ترسموا في 16 نوفمبر 2015. الفرقة مكونة من 6 أعضاء هم: سوهيون وسانغيل وتايوونغ وووسونغ وسانغهو وسيبين.

## الأعضاء
- سوهيون (수현), ولد باسم تشوي هيونغ غون في 01 أكتوبر 1992 (العمر 32 سنة), مغني رئيسي.
- سانغيل (상일), ولد باسم شيم سانغ إيل في 01 مايو 1993 (العمر 32 سنة) , مغني رئيسي
- تايوونغ (태웅) ولد باسم يو تاي وونغ في 24 مايو 1994 (العمر 31 سنة), قائد الفرقة ومغني راب ومغني.
- ووسونغ (우성), ولد باسم تشوي سيونغ هيوك في 24 سبتمبر 1994 (العمر 30 سنة), مغني والفيجوال.
- سانغهو (상호), ولد باسم جو سانغ هو في 10 فبراير 1995 (العمر 30 سنة)الراقص الرئيسي ومغني
- سيبين (세빈), ولد باسم جانغ سي بين في 24 أبريل 1996 (العمر 29 سنة)وجه الفرقة ومغني راب ومغني والماكني.

## الإصدارات الموسيقية

### الألبومات المصغرة
| Shall We                                                                     | - تاريخ الإصدار: 16 نوفمبر، 2015 - الشركة: Widmay Entertainment, CJ E&M - الشكل: CD، digital download Track listing 1. Shall We (쉘 위) intro 2. Shall We Dance (쉘 위 댄스) 3. Polaroid (폴라로이드) 4. Hyde Jekyll (하이드 지킬) 80's Remix 5. Shall We Dance (쉘 위 댄스) inst. | 28 | —  | - كوريا: 823+                      |
| Platonic Love                                                                | - تاريخ الإصدار: 8 مارس، 2016 - الشركة: Widmay Entertainment, LOEN Entertainment - الشكل: CD، digital download Track listing 1. You Are (너는) intro 2. 4th Dimensional Angels (4차원의 천사) 3. Platonic Love (지켜줄게) 4. Yes Or No 5. U                                        | 13 | —  | - كوريا: 2,758+                    |
| Rain of Mind                                                                 | - تاريخ الإصدار: 15 نوفمبر، 2016 - الشركة: Widmay Entertainment, LOEN Entertainmen - الشكل: CD، digital download Track listing 1. Rain of Mind intro 2. It's Raining 3. So Much In Love (쓰다) 4. Lucky (럭키) 5. Please Don't (나를 보내지마)                                     | 8  | —  | - كوريا: 12,944+                   |
| I Wanna?                                                                     | - تاريخ الإصدار: 24 أبريل، 2017 - الشركة: Widmay Entertainment, Interpark - الشكل: CD، digital download Track listing 1. Hide And Seek 2. Back:Hug (백허그) 3. Fox Girl (내 여자의 여우짓) 4. I’ll Do It (해줄게)                                                                  | 4  | 64 | - كوريا: 23,616+ - اليابان: 2,524+ |
| I Wanna?                                                                     | - إعادة إصدار: 20 يوليو، 2017 (Meteor) - الشركة: Widmay Entertainment, Interpark - الشكل: CD، digital download Track listing 1. Intro: The Star Of Stars 2. Meteor (유성) 3. Hide And Seek 4. Back:Hug (백허그) 5. Fox Girl (내 여자의 여우짓) 6. I’ll Do It (해줄게)              | 4  | –  | - كوريا: 17,914+ - JPN:            |
| "—" denotes releases that did not chart or were not released in that region. | |    |    |                                    |

### الألبومات السنغل
| العنوان                                                                      | تفاصيل الألبوم | Peak chart positions | Peak chart positions | المبيعات           |
| العنوان                                                                      | تفاصيل الألبوم | KOR                  | JPN                  | المبيعات           |
| كوريا                                                                        | كوريا | كوريا                | كوريا                | كوريا              |
| ---------------------------------------------------------------------------- | --- | -------------------- | -------------------- | ------------------ |
| "Compass"                                                                    | - تاريخ الإصدار: 12 يوليو، 2016 - الشركة: Widmay Entertainment, LOEN Entertainment - الشكل: CD، digital download Track listing 1. You Equals Heaven (너 천국) 2. Compass (개리) 3. Carry | 11                   | —                    | - كوريا: 4,967+    |
| اليابان                                                                      | |                      |                      |                    |
| "You=Heaven"                                                                 | - تاريخ الإصدار: 26 أكتوبر 2016 - الشركة: Kiss Entertainment - الشكل: CD، digital download Track listing 1. You Equals Heaven 2. Rainbow (七色デイズ) 3. Carry 4. Platonic Love          | —                    | 12                   | - اليابان: 16,669+ |
| "Oh Yeah!"                                                                   | - تاريخ الإصدار: 22 مارس، 2017 - الشركة: Kiss Entertainment - الشكل: CD، digital download Track listing 1. Oh Yeah 2. U-La-La-Ka 3. My Babe 4. Remember You                              | —                    | 3                    | - اليابان: 31,634+ |
| "—" denotes releases that did not chart or were not released in that region. | |                      |                      |                    |

### الأغاني
| العنوان                                                                      | السنة | Peak chart positions | Peak chart positions | المبيعات           | الألبوم       |
| العنوان                                                                      | السنة | KOR                  | JPN                  | المبيعات           | الألبوم       |
| كوريا                                                                        | كوريا | كوريا                | كوريا                | كوريا              | كوريا         |
| ---------------------------------------------------------------------------- | ----- | -------------------- | -------------------- | ------------------ | ------------- |
| "Shall We Dance" (쉘 위 댄스)                                                | 2015  | —                    | —                    | —                  | Shall We      |
| "Polaroid" (폴라로이드)                                                      | 2015  | —                    | —                    | —                  | Shall We      |
| "Platonic Love" (지켜줄게)                                                   | 2016  | —                    | —                    | —                  | Platonic Love |
| "You=Heaven" (너=천국)                                                       | 2016  | —                    | —                    | —                  | Compass       |
| "It’s Raining"                                                               | 2016  | —                    | —                    | —                  | Rain Of Mind  |
| "Back:Hug" (백허그)                                                          | 2017  | —                    | —                    | —                  | I Wanna?      |
| "Meteor" (유성)                                                              | 2017  | —                    | —                    | —                  | Meteor        |
| اليابان                                                                      |       |                      |                      |                    |               |
| "You=Heaven"                                                                 | 2016  | —                    | 12                   | —                  | You=Heaven    |
| "Oh Yeah"                                                                    | 2017  | —                    | 3                    | - اليابان: 30,581+ | Oh Yeah       |
| "—" denotes releases that did not chart or were not released in that region. |       |                      |                      |                    |               |

### أغاني المسلسلات
| السنة | العنوان       | المسلسل                   |
| ----- | ------------- | ------------------------- |
| 2015  | "Hyde Jekyll" | Hyde Jekyll Me OST Part 7 |
| 2016  | "Oh My Venus" | Oh My Venus OST Part 8    |

## الأعمال

### الأفلام
| السنة | العنوان              | الدور                  | الأعضاء |
| ----- | -------------------- | ---------------------- | ------- |
| 2004  | Shut Up!             | ظهور                   | تايوونغ |
| 2005  | Hello Brother        | Han-yi's school friend | تايوونغ |
| 2005  | Lucked Out           | ظهور                   | تايوونغ |
| 2008  | Public Enemy Returns | لي يو هان              | تايوونغ |
| 2014  | Mourning Grave       | ظهور                   | سيبين   |
| 2014  | Cart                 | ظهور                   | سيبين   |
| 2014  | Fashion King         | ظهور                   | سيبين   |
| 2015  | Granny's Got Talent  | ظهور                   | سيبين   |
| 2015  | Veteran              | ظهور                   | سيبين   |

### المسلسلات
| السنة | العنوان                               | الدور                      | الأعضاء |
| ----- | ------------------------------------- | -------------------------- | ------- |
| 2002  | Magic Kid Masuri                      | ظهور                       | تايوونغ |
| 2003  | Briar Flower                          | ظهور                       | تايوونغ |
| 2004  | 울라불라 블루짱                       | ظهور                       | تايوونغ |
| 2004  | Forgiveness                           | Se-jin                     | تايوونغ |
| 2004  | Land                                  | ظهور                       | تايوونغ |
| 2005  | Hold My Hand                          | Yong-soo                   | تايوونغ |
| 2005  | Princess Lulu                         | Young Go-seon              | تايوونغ |
| 2006  | Jump 2                                | Lee Kwang-bok              | تايوونغ |
| 2006  | Kkamgeuni Mother                      | Jae-young                  | تايوونغ |
| 2006  | What's Up Fox                         | Young Park Cheol-su        | تايوونغ |
| 2006  | Dae Joyoung                           | Go Sagye's Son, Go Seon-ji | تايوونغ |
| 2007  | 적루몽                                | ظهور                       | تايوونغ |
| 2007  | Que Sera, Sera                        | ظهور                       | تايوونغ |
| 2008  | 쑥부쟁이                              | Yong-jong's Son            | تايوونغ |
| 2008  | The King and I                        | Young Choi Ja-chi          | تايوونغ |
| 2008  | Elephant                              | ظهور                       | تايوونغ |
| 2008  | My Girl                               | Young Kim Hyun-min         | تايوونغ |
| 2008  | King Sejong The Great                 | Young Prince Hyo-ryeong    | تايوونغ |
| 2009  | Tamra, the Island                     | Han Philip                 | تايوونغ |
| 2009  | Korean Mystery Detective Jong Yakyong | Won-seok                   | تايوونغ |
| 2013  | Fantastic Tower                       | Seon-ho                    | تايوونغ |

### برامج الواقع
| السنة | العنوان        | ملاحظات |
| ----- | -------------- | ------- |
| 2016  | Snuper Project | 5 حلقات |

## وصلات خارجية
- سنوبر على موقع ميوزك برينز (الإنجليزية)

- Snuper Official Website